# Gobierno provisional de la República Argelina
El Gobierno provisional de la República argelina (en árabe: الجزائرية للجمهورية المؤقتة الحكومة‎, romanizado: Al-ḥukūma al-mūaqata li al-ŷumhūrīya al-ŷazāiriya; en francés: Gouvernement provisoire de la République algérienne) fue un órgano ejecutivo provisional establecido por el Frente de Liberación Nacional (FLN) durante la guerra de Independencia de Argelia. Su primer presidente fue Ferhat Abbas (1958-1961), quien fue reemplazado por Benyoucef Benkhedda en 1961.

## Creación y propósito
La sublevación del pueblo argelino fue desencadenada el 1 de noviembre de 1954 por el Comité Revolucionario de Unidad y Acción (CRUA), creado en marzo de 1954 por los nueve “dirigentes históricos”, exintegrantes de la Organización Especial (SO) que había sido desde 1947 la punta de lanza clandestina del Movimiento por el Triunfo de las Libertades Democráticas (MTLD). Entre ellos están: Ahmed Ben Bella, Mohamed Khider, Mohammed Boudiaf, Husein Ait Ahmed, Krim Belkacem y Rabah Bitat.  
La CRUA funda el Frente Nacional de Liberación (FLN) y su brazo militar, el Ejército de Liberación Nacional, articulado en seis divisiones territoriales o valiatos. El 20 de agosto de 1956 se celebró en Cabilia, en el valle de Soummam, el primer congreso del FLN, que dio a la insurrección un programa político revolucionario y bases institucionales: en particular, creó un órgano ejecutivo, el Comité de Coordinación y Ejecución (CCE), embrión del futuro Gobierno provisional de la República argelina (GPRA) y del Consejo Nacional de la Revolución Argelina (CNRA).
Desde el inicio de la insurrección, el FLN se benefició de la ayuda material extranjera que siguió aumentando. Esta ayuda se manifestó en subsidios, en entregas de armas y en el uso del territorio de los Estados vecinos, donde pudo establecer sus cuarteles generales, sus campos de entrenamiento y sus bases de operaciones.
Sin embargo, rápidamente se hizo evidente que los rebeldes nunca podrían obtener la independencia a través de una victoria militar, ya que, para ello, la ayuda internacional habría tenido que tomar las proporciones de una verdadera beligerancia, arriesgándose a desencadenar una tercera guerra mundial. La ayuda militar externa seguía siendo fundamental para mantener la “cuestión argelina”, pero el objetivo previsto solo pudo lograrse mediante la acción política.
Esta acción política se llevó a cabo simultáneamente a nivel interno e internacional. A nivel interno, se trataba de crear un movimiento de opinión nacional que obligara al gobierno francés a iniciar una negociación con el FLN. En efecto, ciertos círculos políticos se dejaron conquistar por esta idea, pero la audiencia más bien limitada que pudieron encontrar en el gobierno quedó afectada por los hechos del 13 de mayo, es decir el intento de golpe de Estado en Argel por parte de militares franceses. Por lo tanto, era necesario obligar a Francia a negociar desde el exterior.
En el plano internacional, los Estados afroasiáticos se comprometieron desde 1955 a incluir la cuestión argelina en la agenda de la Asamblea General de las Naciones Unidas. Por otra parte, en noviembre de 1957, el rey de Marruecos y el presidente de la República de Túnez ofrecieron sus buenos oficios al gobierno francés y al FLN. Sin embargo, Francia se opuso a estas presiones con un argumento muy fuerte: Argelia es territorio francés, los insurgentes son rebeldes que están sujetos a la ley penal, por lo tanto, el caso cae exclusivamente dentro de la jurisdicción nacional.
En consecuencia, el ofrecimiento de buenos oficios fue rechazado y la Asamblea General de las Naciones Unidas, incluso en los casos en que discutió el asunto argelino, nunca adoptó recomendaciones genuinas en el sentido estricto de "definición de principios directamente aplicables o procedimientos específicos a seguir en el caso en cuestión”. Entendiendo que la acción diplomática rompe con el carácter interno de la disputa, los insurgentes buscaron darla a conocer internacionalmente y de esta manera nació la idea de un gobierno argelino.
El 27 de abril de 1958 se inauguró en Tánger una conferencia de partidos nacionalistas del Magreb que reunió a los delegados del Istiqlal y el Destour y el FLN. En la agenda de la conferencia figuraba en primera posición la cuestión de la “Guerra de independencia en Argelia”. La conferencia se encontró unánimemente proclamando el derecho a la independencia del pueblo argelino.
El resultado de esta conferencia fue muy positivo para el FLN:  obtuvo una garantía de representatividad y reconoció la vocación para formar un gobierno argelino. Sin embargo, todavía tenía que convencer a los gobiernos de Rabat y Túnez. Estos, aunque en estrecho contacto con los partidos nacionalistas, eran mucho menos favorables a la constitución de un gobierno argelino. Más tarde, se dieron cuenta de que no podían dejar de reconocer a este gobierno, aunque solo fuera para no sucumbir a la superioridad de El Cairo, pero que, al hacerlo, iban a provocar fuertes reacciones en Francia, perjudiciales para sus intereses.
Durante algún tiempo, el proyecto se mantuvo inactivo. En la conferencia del Magreb que tuvo lugar en Túnez, del 17 al 20 de junio de 1958, entre los representantes del gobierno marroquí, del gobierno tunecino y del órgano rector del FLN, el CEE, no se trató oficialmente el asunto del gobierno de Argelia. Sin embargo, en septiembre de 1958, dos hechos reavivaron la determinación del FLN de transformarse en un gobierno: la apertura en Nueva York de la 13.ª sesión de la Asamblea General de las Naciones Unidas y la celebración en Argelia del referéndum constitucional, que debe interpretarse como expresión de la voluntad de la población de permanecer o no adherida a Francia.
Los presidentes de los consejos marroquí y tunecino fueron consultados el día 17 de septiembre y apresuradamente convocaron a sus gobiernos. Al día siguiente, el 18 de septiembre de 1958, se anunció simultáneamente en El Cairo, Túnez y Rabat la creación del GPRA. Esta triple proclama revela la connivencia de los Estados árabes con el organismo. La creación de la GPRA constituye uno de los capítulos más significativos de la historia de la intervención extranjera en los asuntos internos de Francia.
Así, para internacionalizar el asunto argelino, es decir para aumentar la intervención extranjera en beneficio propio, el FLN logró hacerse reconocer como el gobierno de un Estado argelino, desafiando la realidad y la soberanía francesa.
La dirección de la GPRA es encomendada a un presidente, Ferhat Abbas, quien desempeña el papel de jefe de Estado, interviniendo en los campos del poder normativo, la representación internacional, la autoridad sobre el gobierno, el aparato estatal y las fuerzas armadas. Este fue reemplazado por Benyoucef Benkhedda en 1961.
El propósito de la GPRA era servir como una herramienta diplomática y política para la FLN. Su sede estaba ubicada en Túnez, pero se enviaron diplomáticos a la mayoría de las principales capitales del mundo para intentar presionar a los gobiernos y organizar grupos de apoyo locales. Tenía la intención de servir como un ataque diplomático contra la propuesta del presidente francés Charles de Gaulle de celebrar un referéndum, por el cual Argelia obtendría un estatus autónomo dentro de Francia.

## Reconocimiento de la GPRA
La GPRA es reconocida por 17 Estados, de los cuales ninguno, excepto la República Popular China, es una potencia líder. Estos Estados se dividen en dos grupos, el grupo árabe y el grupo progresista.  
Entre los árabes se encuentran la República Árabe Unida, Irak, Libia, Yemen, Túnez, Marruecos, Jordania, Sudán, Arabia Saudita y por último el Líbano. Esta actitud de los países árabes se explica a la solidaridad del islam, en virtud de la cual todos los musulmanes del globo pertenezcan a la soberanía que pertenezcan, forman parte de una misma comunidad.
El apoyo de algunos países árabes a la GPRA arriesgaba sus relaciones con Francia. Este fue el caso de Marruecos, Túnez y Líbano. La independencia de Marruecos y Túnez dejó vínculos de todo tipo con el antiguo protector: el gobierno de Rabat, rezagado por el de El Cairo, dudó 24 horas antes de reconocer la GPRA y el gobierno de Túnez se esforzó por atenuar su reconocimiento declarando, en un comunicado de prensa oficial, que de ninguna manera este reconocimiento implicaba que “Túnez renuncia a su política tradicional basada en el respeto mutuo y la libre cooperación entre el Magreb unido y Francia”. Fue en el Líbano, tierra sensible a la influencia cristiana y fiel a la amistad francesa, donde el dilema fue más doloroso: el gobierno libanés se puso en contacto con la embajada francesa y dudó hasta el 15 de enero antes de decidirse a reconocer la GPRA. La nota de prensa publicada insistía en que esta decisión “no afectaría a las relaciones cordiales y amistosas entre Francia y el Líbano”. Finalmente, los Estados árabes hicieron prevalecer la solidaridad del islam sobre los vínculos con Francia.
Aparte de los países árabes, la GPRA es reconocida por la República Popular China, Corea del Norte, Vietnam del Norte, Indonesia, Mongolia Exterior, Ghana y Guinea. La ideología anticolonialista de estos Estados los lleva a simpatizar con este movimiento de emancipación y les incita a apoyar a cualquier movimiento que pueda debilitar una potencia capitalista.

## Fin de la Guerra de Argelia y disolución de la GPRA
La guerra de Argelia terminó en 1962, ya que Francia acabó reconociendo la independencia del país reclamada desde el 1 de noviembre de 1954 por el FLN. 
El cese de las hostilidades entre el FLN y Francia fue consecuencia de los acuerdos de Evian firmados el 18 de marzo de 1962 por representantes del gobierno francés y de la GPRA. Estos acuerdos prevén la formación de un Estado argelino al final de un período de transición de tres a seis meses, la formación del futuro Estado a través de un proceso democrático de autodeterminación que garantice los derechos de todos sus habitantes, y los principios de futuras relaciones de cooperación entre los dos Estados.
Tras la independencia, estalló una lucha de poder entre los líderes del FLN. Por un lado, estaba la GPRA, presidida por Benkhedda, y, por otro lado, el Buró Político, encabezado por Ben Bella, aliado a la ALN comandada por Houari Boumediene. El gobierno francés había adoptado una política de estricta neutralidad entre los dos. Sin embargo, rápidamente se dejó convencer de que la alianza entre Ben Bella y Boumediene era la única oportunidad de restaurar el orden y así asegurar la implementación de los acuerdos de Evian.

## Composición de los gobiernos

### Primer gobierno[10]
(19 de septiembre de 1958 – 18 de enero de 1960)
- Presidente de la GPRA: Ferhat Abbas

- Vicepresidente, ministro de Defensa: Krim Belkacem
- Vicepresidente, ministro del Estado: Ahmed Ben Bella (en prisión)
- Ministro de Estado: Husein Ait Ahmed (en prisión)
- Ministro de Estado: Mohammed Boudiaf (en prisión)
- Ministro de Estado: Mohamed Khider (en prisión)
- Ministro de Estado: Rabah Bitat (en prisión)
- Ministro de Asuntos Exteriores: Mohamed Lamine Debaghine
- Ministro de Armamentos y abastecimiento: Mahmoud Cherif
- Ministro de Interior: Lakhdar Bentobal
- Ministro de Enlaces generales y comunicación: Abdelhafid Bossouf
- Ministro de Asuntos Norteafricanos: Abdelhamid Mehri
- Ministro de Economía y Finanzas: Ahmed Francis
- Ministro de Información: Mhamed Yazid
- Ministro de Asuntos Sociales: Benyoucef Benkhedda
- Ministro de Cultura: Ahmed Taoufik El Madani
- Secretario de Estado: Lamine Khene
- Secretario de Estado: Omar Oussedik
- Secretario de Estado: Mostefa Stambouli

### Segundo gobierno[11]
(18 de enero de 1960 – 9 de agosto de 1961)
- Presidente de la GPRA: Ferhat Abbas
- Vicepresidente, ministro de asuntos exteriores: Krim Belkacem
- Vicepresidente, ministro de Estado: Ahmed Ben Bella (en prisión)
- Ministro de Estado: Hocine Aït Ahmed (en prisión)
- Ministro de Estado: Mohamed Boudiaf (en prisión)
- Ministro de Estado: Mohamed Khider (en prisión)
- Ministro de Estado: Rabah Bitat (en prisión)
- Ministro de Estado: Saïd Mohammedi
- Ministro de Asuntos sociales: Abdelhamid Mehri
- Ministro de Interior: Lakhdar Bentobal
- Ministro de Enlaces generales y comunicación: Abdelhafid Boussouf
- Ministro de economía y finanzas: Ahmed Francis
- Ministro de Información: Mhamed Yazid

### Tercer gobierno[11]
(9 de agosto de 1961 – 27 de septiembre de 1962)
- Presidente de la GPRA: Benyoucef Benkhedda
- Vicepresidente, ministro de Interior: Krim Belkacem
- Vicepresidente, ministro de Estado: Ahmed Ben Bella (en prisión)
- Vicepresidente, ministro de Estado: Mohamed Boudiaf (en prisión)
- Ministro de Estado: Hocine Aït Ahmed (en prisión)
- Ministro de Estado: Mohamed Khider (en prisión)
- Ministro de Estado: Rabah Bitat (en prisión)
- Ministro de Estado: Saïd Mohammedi
- Ministro de Estado: Lakhdar Bentobal
- Ministro de Asuntos Exteriores: Saâd Dahlab
- Ministro de Enlaces Generales y comunicación: Abdelhafid Boussouf
- Ministro de Información: Mhamed Yazid